# الغيوار (لوى)
الغيوار منطقة سكنية تقع في ولاية لوى، التابعة لمحافظة شمال الباطنة في سلطنة عمان. يقدر عدد سكانها بـ 9 نسمة حسب إحصاء عام 2010 التابع للمركز الوطني للإحصاء والمعلومات الحكومي. رمز المنطقة هو 60330204.

## الوصلات الخارجية
- المركز الوطني للإحصاء والمعلومات، سلطنة عمان